# 萊姆維
萊姆維（丹麥語：Lemvig），丹麥日德蘭半島北部的一座城鎮，萊姆維市鎮的行政中心。